# Сент-Этьен-дю-Рувре (кантон)
Сент-Этьен-дю-Рувре (фр. Saint-Étienne-du-Rouvray) — кантон во Франции, находится в регионе Нормандия, департамент Приморская Сена. Входит в состав округа Руан.

## История
До 2015 года в состав кантона входил город Сент-Этьен-дю-Рувре.
В результате реформы 2015 года состав кантона был изменен. В него вошел город Уазель, а часть города Сент-Этьен-дю-Рувре была включена в состав кантона Соттевиль-ле-Руан .

## Состав кантона с 22 марта 2015 года
В состав кантона входят коммуны (население по данным Национального института статистики за 2018 г.):
- Сент-Этьен-дю-Рувре (21 462 чел., частично)
- Уасель (12 102 чел.)

## Политика
На президентских выборах 2022 г. жители кантона отдали в 1-м туре Жану-Люку Меланшону 34,9 % голосов против 24,2 % у Марин Ле Пен и 19,6 % у Эмманюэля Макрона; во 2-м туре в кантоне победил Макрон, получивший 56,6 % голосов. (2017 год. 1 тур: Жан-Люк Меланшон – 35,8 %, Марин Ле Пен – 22,9 %, Эмманюэль Макрон – 18,1 %, Франсуа Фийон – 9,0 %; 2 тур: Макрон – 63,6 %. 2012 год. 1 тур: Франсуа Олланд — 34,9 %, Марин Ле Пен — 17,0 %, Николя Саркози — 14,8 %; 2 тур: Олланд — 68,8 %. 2007 год. 1 тур: Сеголен Руаяль — 33,9 %, Саркози — 19,9 %; 2 тур: Руаяль — 62,6 %).
С 2021 года кантон в Совете департамента Приморская Сена представляют первый вице-мэр города Уасель Северин Бот (Séverine Botte) и мэр города Сент-Этьен-дю-Рувре Жоашим Муаз (Joachim Moyse) (оба ― Коммунистическая партия).
|                | Кандидаты                  | Партия                   | Первый тур | Первый тур     | Второй тур | Второй тур |
| Кол-во голосов | Кандидаты                  | Партия                   | % голосов  | Кол-во голосов | % голосов  |            |
| -------------- | -------------------------- | ------------------------ | ---------- | -------------- | ---------- | ---------- |
|                | Северин Бот Жоашим Муаз    | Коммунистическая партия  | 3 611      | 73,97          | 3 477      | 74,77      |
|                | Кристин Лезан Тьерри Перье | Национальное объединение | 1 271      | 26,03          | 1 173      | 25,23      |

|                | Кандидаты                     | Партия                    | Первый тур | Первый тур     | Второй тур | Второй тур |
| Кол-во голосов | Кандидаты                     | Партия                    | % голосов  | Кол-во голосов | % голосов  |            |
| -------------- | ----------------------------- | ------------------------- | ---------- | -------------- | ---------- | ---------- |
|                | Северин Бот Юбер Вюльфран     | Левый фронт               | 4 202      | 50,13          | 5 582      | 68,69      |
|                | Максим Аржантен Даниэль Базен | Национальный фронт        | 2 286      | 27,27          | 2 544      | 31,31      |
|                | Жан-Кристоф Симон Сара Тезье  | Союз за народное движение | 952        | 11,36          |            |            |
|                | Самия Лаж Патрик Морис        | Социалистическая партия   | 943        | 11,25          |            |            |